# Elezioni parlamentari a Capo Verde del 1991
Le elezioni parlamentari a Capo Verde del 1991 si tennero il 13 gennaio per il rinnovo dell'Assemblea nazionale.

## Risultati
| Liste                                            | Voti    | %     | Seggi |
| ------------------------------------------------ | ------- | ----- | ----- |
| Movimento per la Democrazia                      | 78 454  | 66,41 | 56    |
| Partito Africano dell'Indipendenza di Capo Verde | 39 673  | 33,59 | 23    |
| Totale                                           | 118 127 | 100   | 79    |